# 雍陶
雍陶（?—?）字国钧，晚唐成都人。
生卒年均不詳。少年家贫。太和三年（829年）十一月，目睹南詔入寇西川，十二月攻陷成都外城，掠走數萬人。一說當時雍陶亦被俘，隨著浪跡雲南，數年後得以返蜀。大和八年（834年）陳寬榜進士。歷官國子學《毛詩》博士，与贾岛、殷尧藩、無可、徐凝、章孝标友善，以琴樽诗翰相娱。大中八年，出京為簡州（今四川簡陽縣）刺史。晚年事蹟失載。雍陶是晚唐詩人，約與与杜牧同時期，自比谢宣城、柳吴兴。其诗清丽婉转，如《题君山》：“烟波不动影沉沉，碧色全无翠色深。疑是水仙梳洗处，一螺青黛镜中心。”丁仪評其：“雍陶……诗情景俱到，晚唐本色也。”有《唐志集》五卷傳世，今存詩一百三十餘首。北宋王安石編《唐百家詩選》卷一七收錄有雍陶詩二十五首。